# イオンタウン湖南
イオンタウン湖南（イオンタウンこなん）は、滋賀県湖南市にあるイオンタウン株式会社が運営するショッピングセンター。ザ・ビッグエクストラ湖南店と50の専門店からなる。

## 概要
国道1号バイパス栗東水口道路岩根交差点（同交差点で滋賀県道13号彦根八日市甲西線と交差）の角にあり、2014年（平成26年）12月6日にオープンした。当施設は本体棟と専門店棟から構成されるが、ほぼ全店が平屋となっている。

## 主な店舗

### 現在

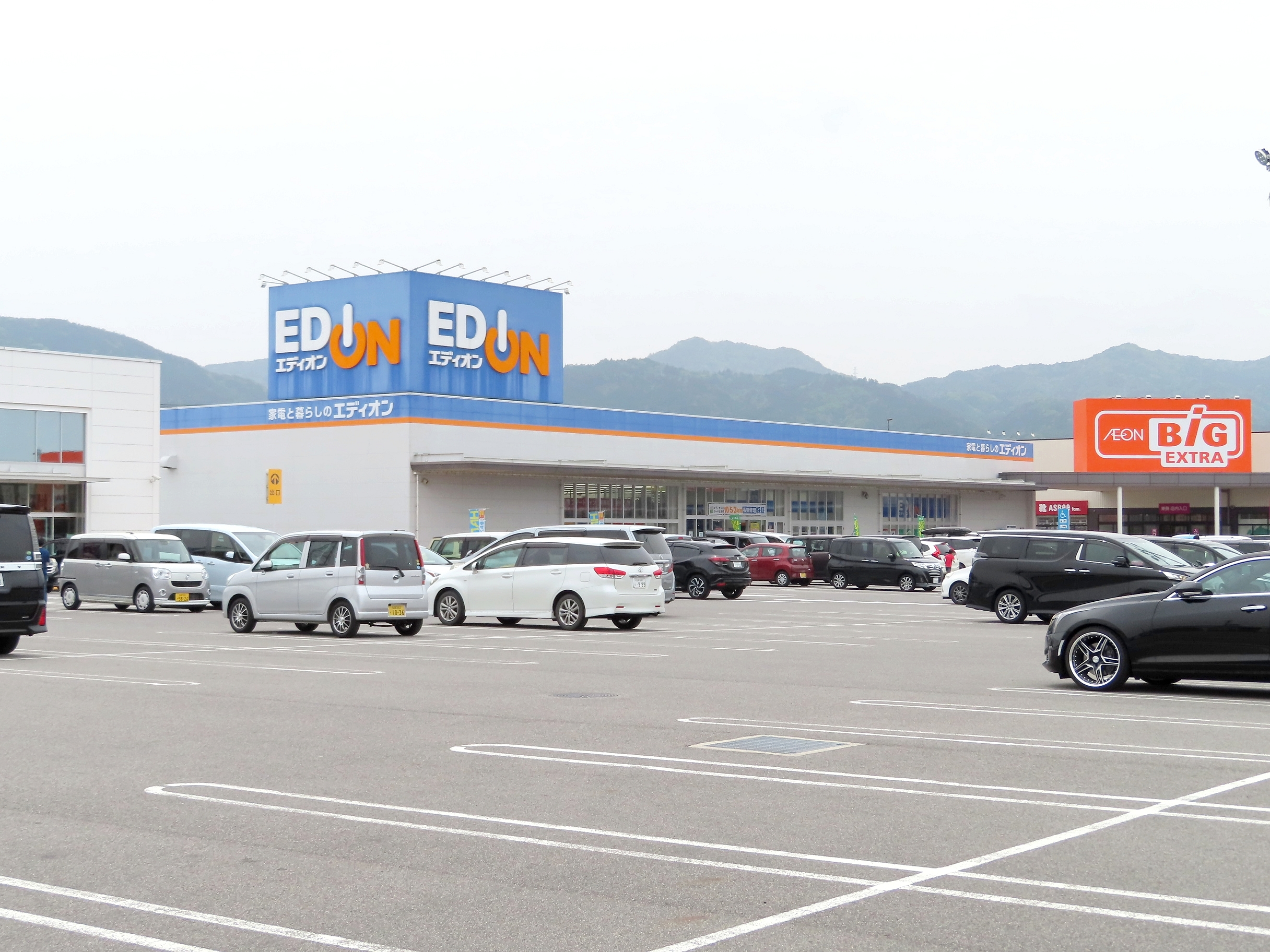
エディオン（2021年5月）
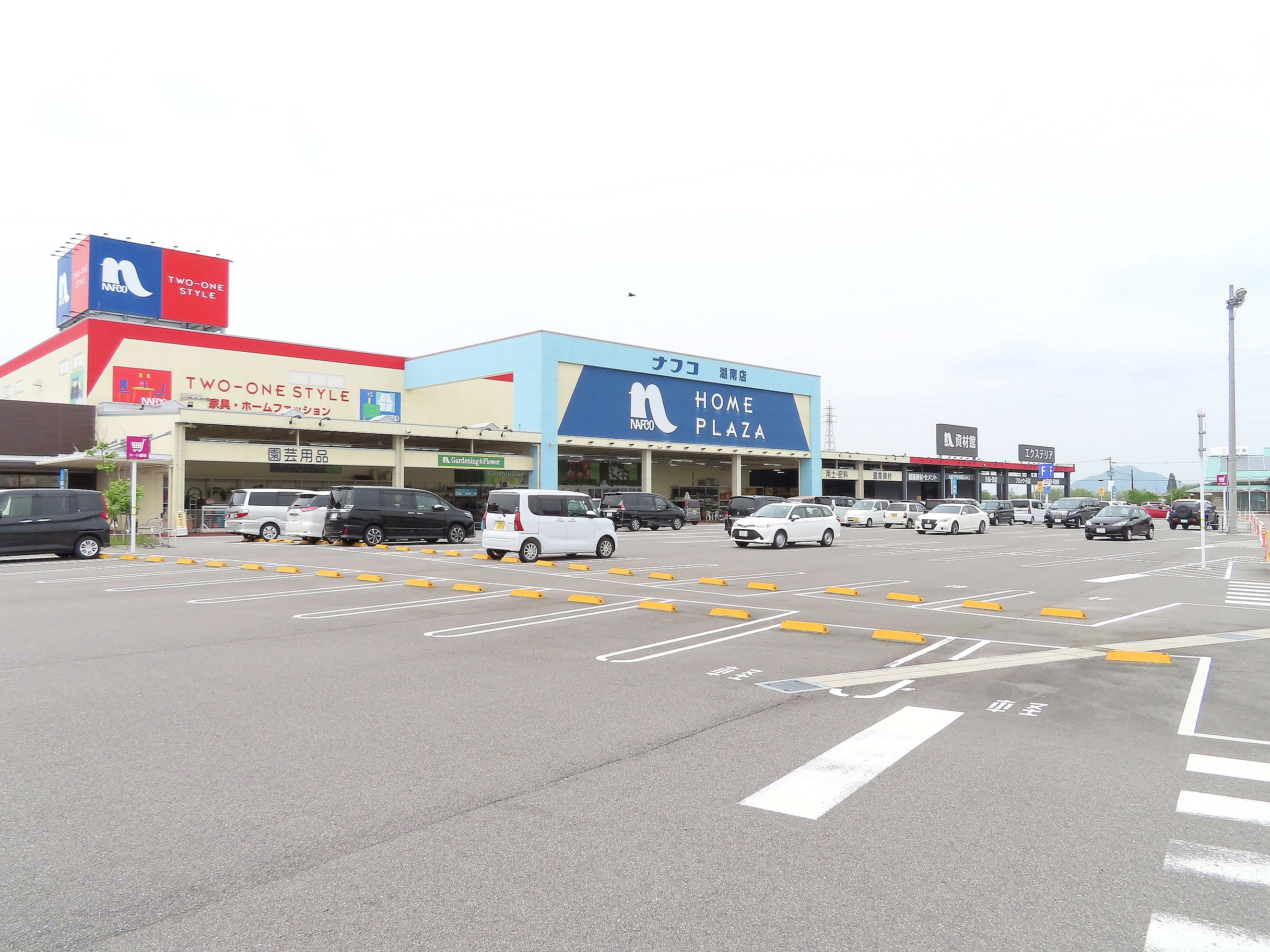
ホームプラザナフコ（2021年5月）
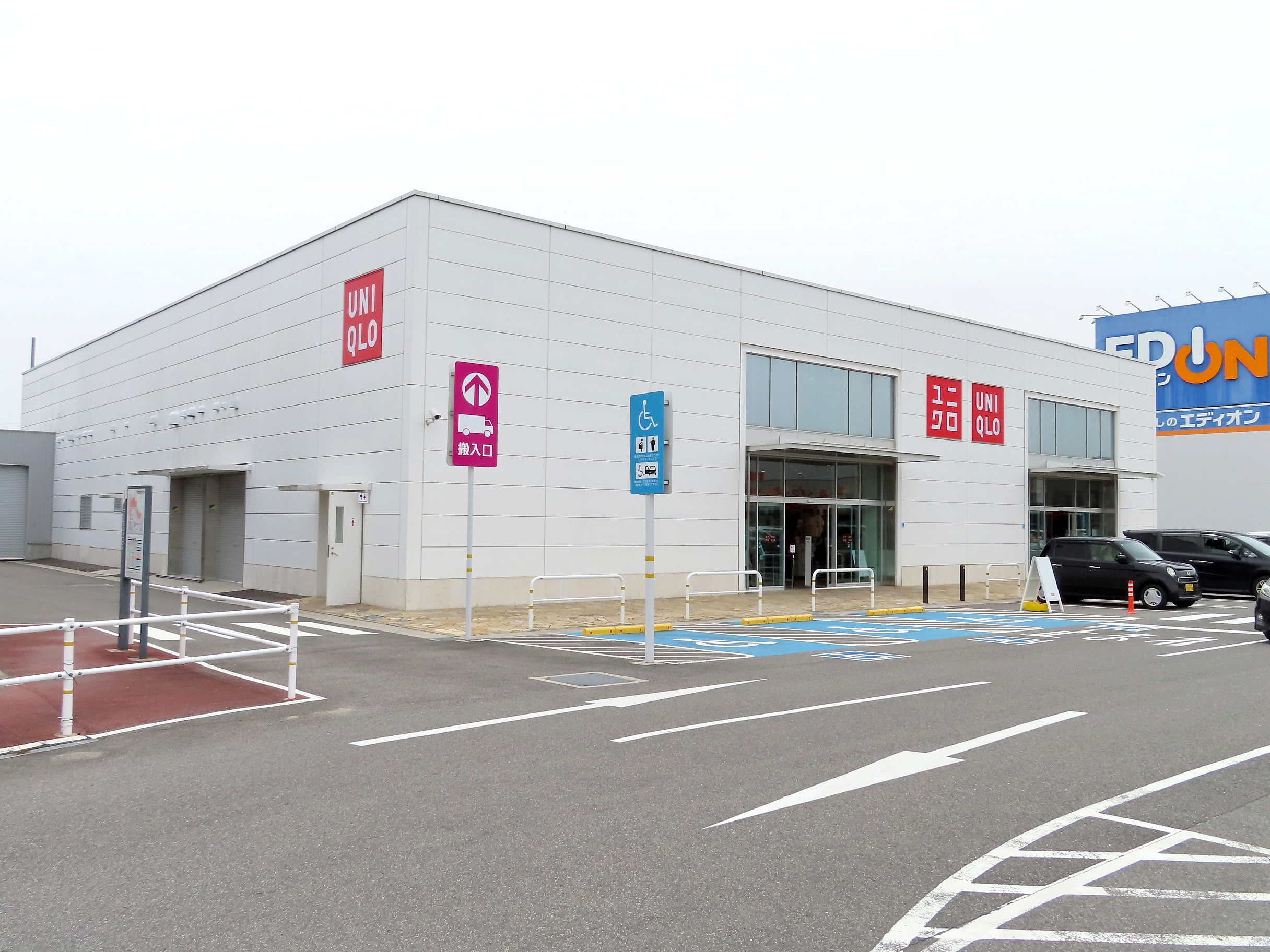
ユニクロ（2021年5月）
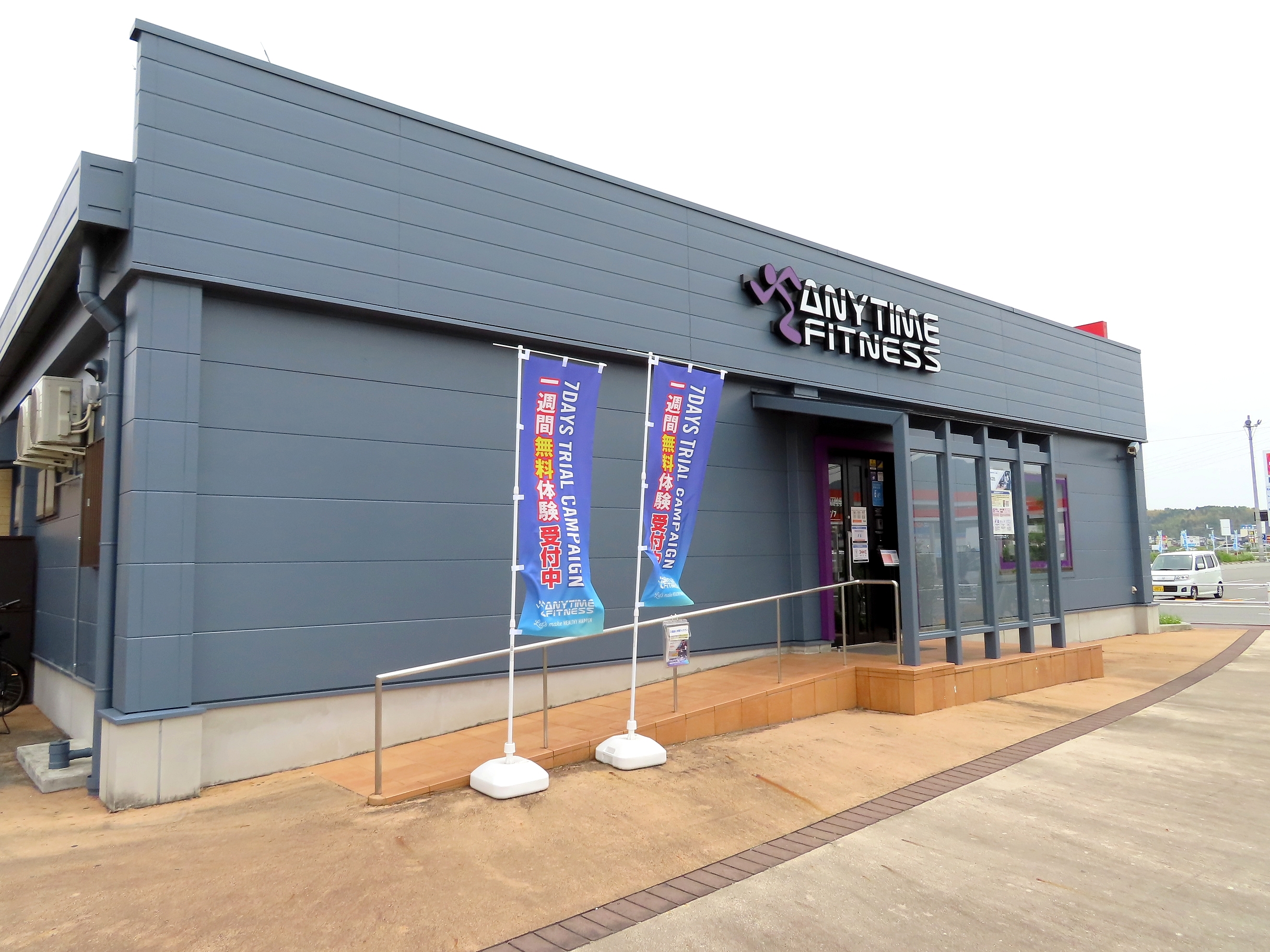
エニタイムフィットネス（2021年5月）
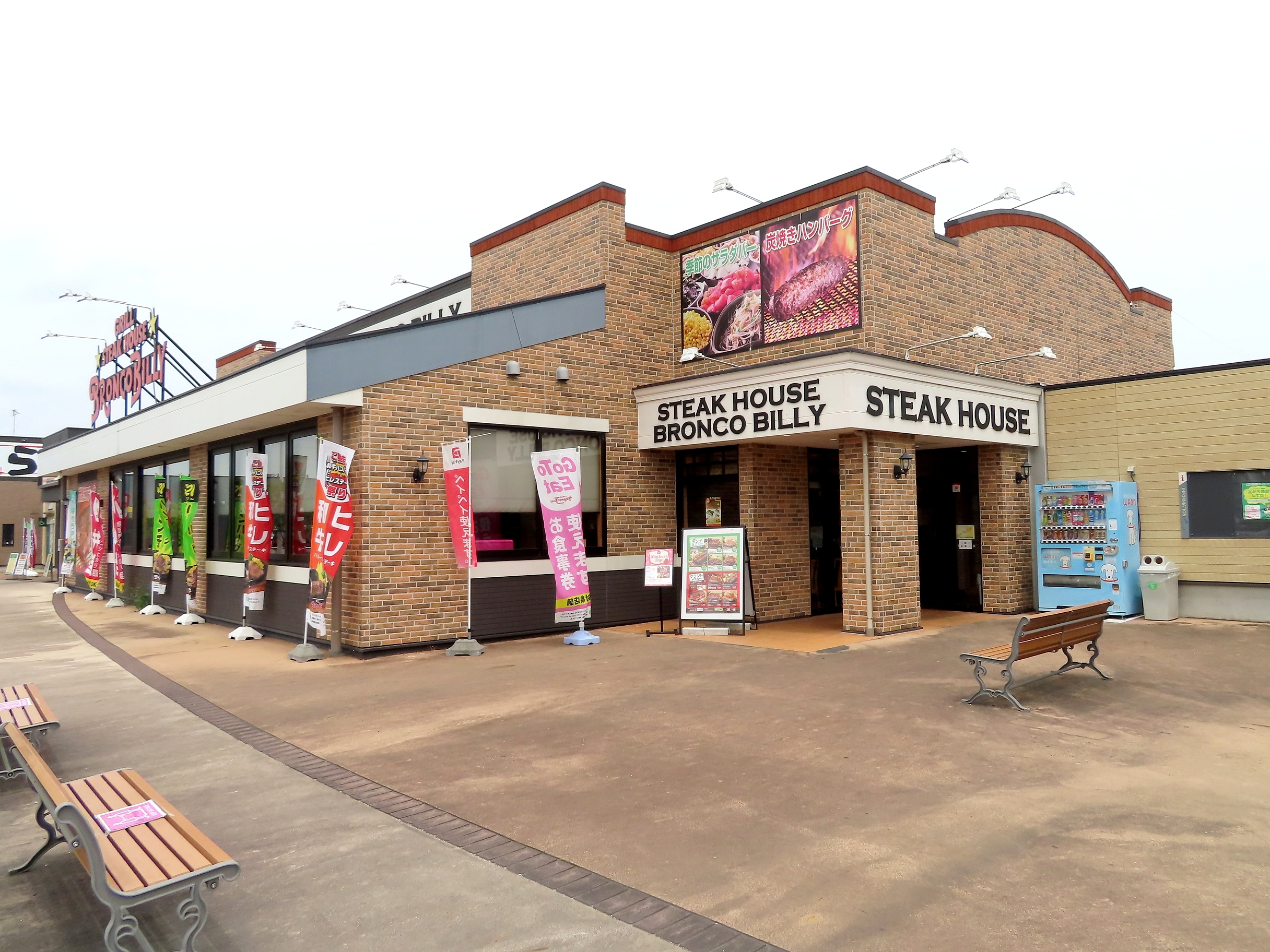
ブロンコビリー（2021年5月）
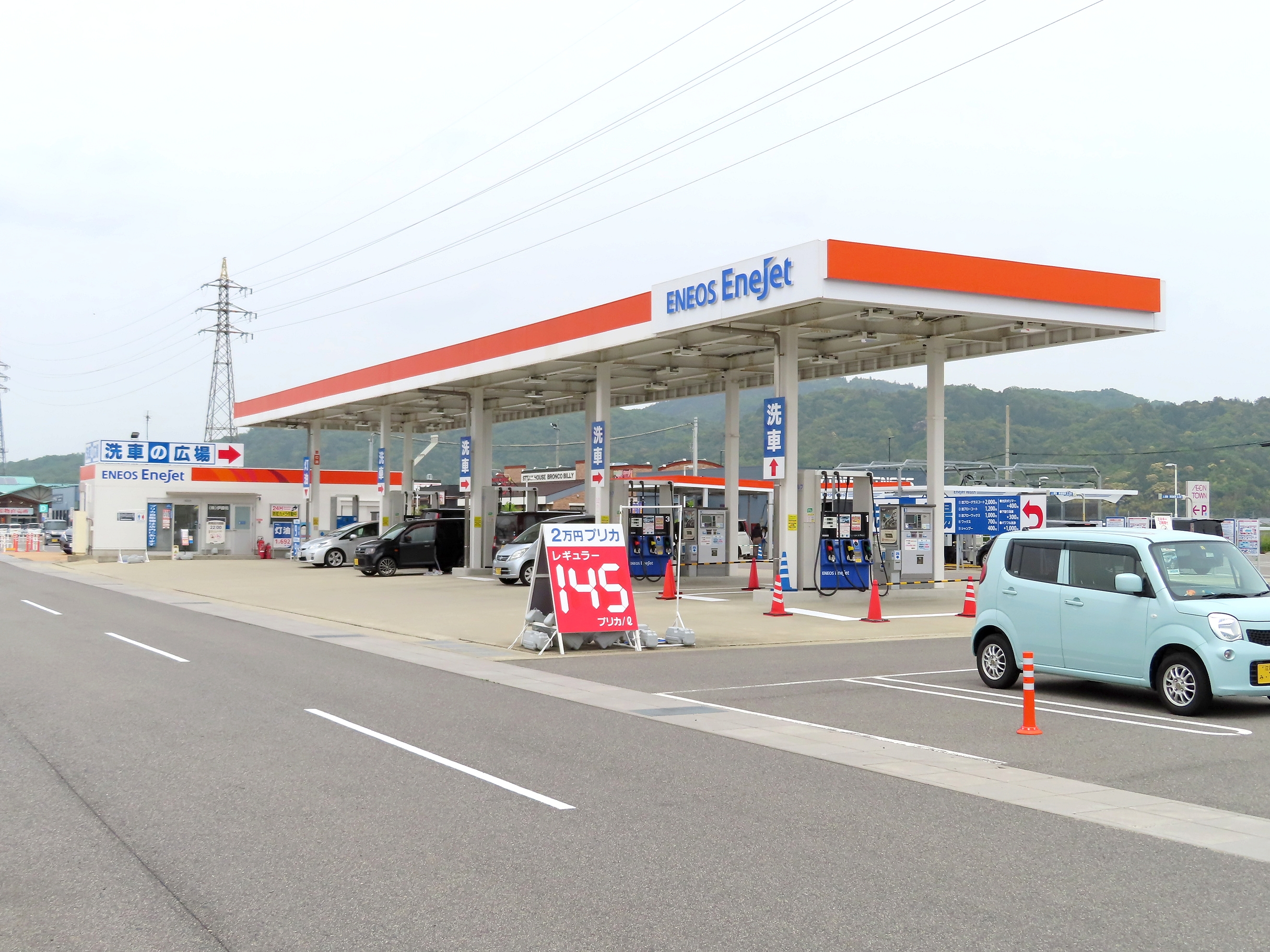
ENEOS セルフステーション（2021年5月）

### 過去
主要店舗のみ記載。
- ニトリデコホーム - 2022年2月23日開店、2023年5月7日閉店。[要出典]

## アクセス
- JR草津線甲西駅より湖南市コミュニティバス。「イオンタウン湖南」停留所下車[広報 5]。
- JR草津線甲西駅または三雲駅よりあいのりこなん（要予約）。「イオンタウン湖南」停留所下車[広報 6]。

## その他
- 当施設の開店にあわせ、来店客の車列による渋滞を回避するため（店舗正面に当たる）岩根交差点の改良が行われ[1]、同交差点に当施設へ入場するための専用レーンが設置された（※国道1号バイパス（栗東水口道路）の水口・亀山方面のみ設置）[広報 5]。

#### 広報資料・プレスリリースなど一次資料
1. ↑  “ザ・ビッグエクストラ”. イオンタウン湖南. ショップ.   イオンタウン株式会社. 2021年9月22日時点のオリジナルよりアーカイブ。2023年11月10日閲覧。
2. ↑  “イオンタウン湖南 12月6日（土）午前9時グランドオープン” (PDF). ニュースリリース.   イオンタウン株式会社. 2016年4月12日時点のオリジナルよりアーカイブ。2023年3月28日閲覧。
3. ↑  “フロアガイド（本体棟）”. イオンタウン湖南.   イオンタウン株式会社. 2023年11月10日閲覧。
4. ↑  “フロアガイド（専門店棟1階）”. イオンタウン湖南.   イオンタウン株式会社. 2023年11月10日閲覧。
5. 1 2  “イオンタウン湖南 アクセス”. アクセス・施設案内.   イオンタウン株式会社. 2023年3月28日時点のオリジナルよりアーカイブ。2023年3月28日閲覧。
6. ↑  “予約制小型乗合タクシー「あいのりこなん」 甲西南線エリア” (PDF).   湖南市. 2023年11月10日閲覧。